# Adjuntas del Río
Adjuntas del Río es una localidad del estado mexicano de Guanajuato. Es parte del municipio de Dolores Hidalgo.

## Demografía
| Gráfica de evolución demográfica |
|                                  |

| Censo | Población |
| ----- | --------- |
| 1900  | 542       |
| 1910  | 542       |
| 1921  | 386       |
| 1930  | 224       |
| 1940  | 794       |
| 1950  | 298       |
| 1960  | 646       |
| 1970  | 1 290     |
| 1980  | 685       |
| 1990  | 1 634     |
| 2000  | 1 841     |
| 2010  | 1 068     |
| 2020  | 1 098     |